# Centrala djurförsöksetiska nämnden
Centrala djurförsöksetiska nämnden (CDFN) är en central etisk nämnd till vilken beslut fattade av regionala djurförsöksetiska nämnder ska kunna överklagas. Nämnden ska även utvärdera genomförda djurförsök i efterhand.
Nämnden har skapats för att uppfylla kraven i EU-direktiv 2010/63 om skydd för försöksdjur. Nämnden påbörjade sitt arbete den 1 januari 2013.
Nämnden består av tolv ledamöter, varav sex ordinarie och sex ersättare, en ordförande och en vice ordförande. Av ledamöterna ska åtta inneha vetenskaplig kompetens, medan de övriga fyra ska vara lekmän. Två av lekmännen ska företräda djurskyddsintressen. CDFN:s ordförande och vice ordförande ska ha en bakgrund eller vara aktiva som domare.
Lagmannen Ulrika Melin från Förvaltningsrätten i Linköping är ordförande och kammarrättsrådet Erik Hjulström vid kammarrätten i Stockholm är vice ordförande.